# Victor Wong (Schauspieler, 1927)

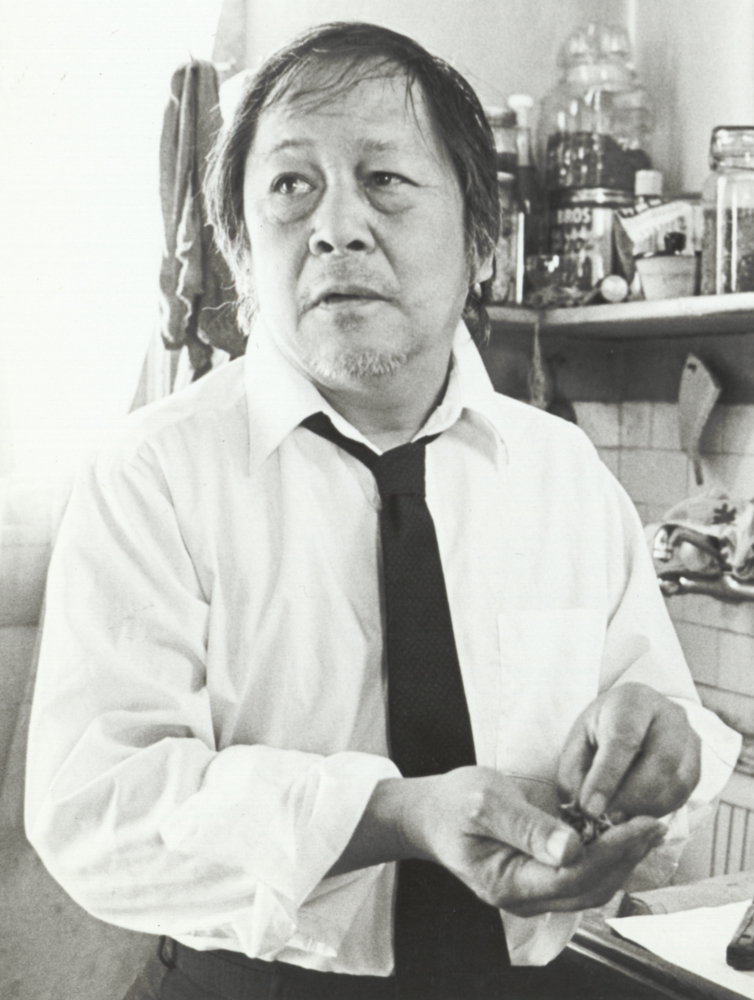
Victor Wong, 1983

Victor Wong (vollständiger Name: Yee Keung Victor Wong; * 30. Juli 1927 in San Francisco; † 12. September 2001 in Locke, Kalifornien) war ein chinesisch-US-amerikanischer Schauspieler.

## Biografie
Als in den Staaten geborener Chinese berichtete Victor Wong zwischen 1968 und 1974 als Journalist von den Demonstrationen gegen den Vietnamkrieg und der Geschichte der Patty Hearst. Aus gesundheitlichen Gründen musste er diesen Job jedoch an den Nagel hängen. Deswegen wurde er Schauspieler.
Im Fernsehen sah man Wong in der Serie „Search for Tomorrow“ (1979) mit Kevin Bacon. Zu seinen bekanntesten Arbeiten zählen: Im Jahr des Drachen, Der letzte Kaiser, Big Trouble in Little China (mit Kurt Russell), Auf der Suche nach dem goldenen Kind (mit Eddie Murphy), Die Fürsten der Dunkelheit (mit Donald Pleasence), Shanghai Surprise (mit Sean Penn und Madonna) und vor allem Tremors (mit Kevin Bacon und Fred Ward). In den 1990er Jahren hatte er eine wiederkehrende Rolle in der 3 Ninjas-Filmreihe als Großvater der jungen Protagonisten. Mit deren letzten Teil – Mega Mountain Mission – aus dem Jahr 1998 endete auch seine Filmkarriere.

### Tod
Am Morgen des 11. September 2001 erfuhr Wong aus den Fernsehnachrichten von den Terroranschlägen auf New York City und Washington, D.C. Da zwei seiner Söhne in New York lebten, verbrachten Wong und seine Frau Dawn Rose den ganzen Tag damit, die Nachrichten zu verfolgen und Nachforschungen über das Schicksal der beiden einzuholen. Obwohl sie schließlich erfuhren, dass es den beiden gut ging, blieb Wong wach und verfolgte die Nachrichten weiter. Die Erschöpfung und die Nachwirkungen zweier vorhergegangener Schlaganfälle jedoch forderten schließlich ihren Tribut, und Wong verstarb irgendwann in der Nacht zum 12. September an Herzversagen.

## Filmografie
- 1985: Dim Sum – Etwas fürs Herz (Dim Sum: A Little Bit of Heart)
- 1985: Im Jahr des Drachen (Year of the Dragon)
- 1986: Auf der Suche nach dem goldenen Kind (The Golden Child)
- 1986: Big Trouble in Little China
- 1986: Shanghai Surprise
- 1987: Der letzte Kaiser (The Last Emperor)
- 1987: Die Fürsten der Dunkelheit (John Carpenter’s Prince of Darkness)
- 1989: Eine Tasse Tee für die Liebe (Eat a Bowl of Tea)
- 1990: Tremors – Im Land der Raketenwürmer (Tremors)
- 1991: Mystery Date – Eine geheimnisvolle Verabredung
- 1992: 3 Ninja Kids (3 Ninjas)
- 1992: Duell im Eis (The Ice Runner)
- 1993: Töchter des Himmels (The Joy Luck Club)
- 1994: 3 Ninjas – Kick Back (3 Ninjas Kick Back)
- 1994: Ein Mountie in Chicago (Due South) (Staffel 1 Folge 6)
- 1995: Jade
- 1995: 3 Ninjas – Fight & Fury (3 Ninjas Knuckle Up)
- 1995: Poltergeist: Die unheimliche Macht (Staffel 1 Folge 13)
- 1995: Der wunderliche Mr. Cox (The Stars Fell on Henrietta)
- 1996: The Devil takes a Holiday
- 1996: Paper Dragons
- 1997: Sieben Jahre in Tibet (Seven Years in Tibet)
- 1998: Mega Mountain Mission (3 Ninjas: High Noon at Mega Mountain)